# هیتوداما

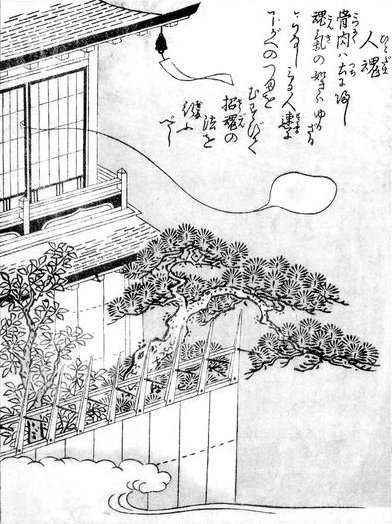
هیتوداما از کونجاکو گازو زوکو هیاکی اثر توری‌یاما سکیئن

در فولکلور ژاپنی، هیتوداما (ژاپنی 人魂؛ به معنی «روح انسان») توپ‌های آتشینی می‌باشند که عمدتا در نیمه‌شب شناورند. گفته می‌شود هیتوداما «ارواح مردگانی هستند که از بدن خود جدا شده‌اند»، و نام آن‌ها از همین برگرفته شده‌است.